# سسک رخ‌سیاه
سسک رخ‌سیاه (نام علمی: Abroscopus schisticeps) نام یک گونه از سرده خوش‌نگاه‌ها است.